# Siegfried Bendixen
Siegfried Detlev Bendixen, né le 25 novembre 1786 à Kiel et mort en 1864 à Londres, est un peintre allemand.

## Biographie
Il étudie à l'Académie de Munich (1810) puis s'installe en 1813 à Hambourg où il ouvre une école de peinture (1815). Il vit à Londres à partir de 1832 et expose, entre autres, à la Royal Academy jusqu'à sa mort en 1864. 
On lui doit de nombreuses commandes pour églises ainsi que des natures mortes de fleurs, des gravures de paysages et de nombreuses lithographies souvent bibliques.

## Galerie

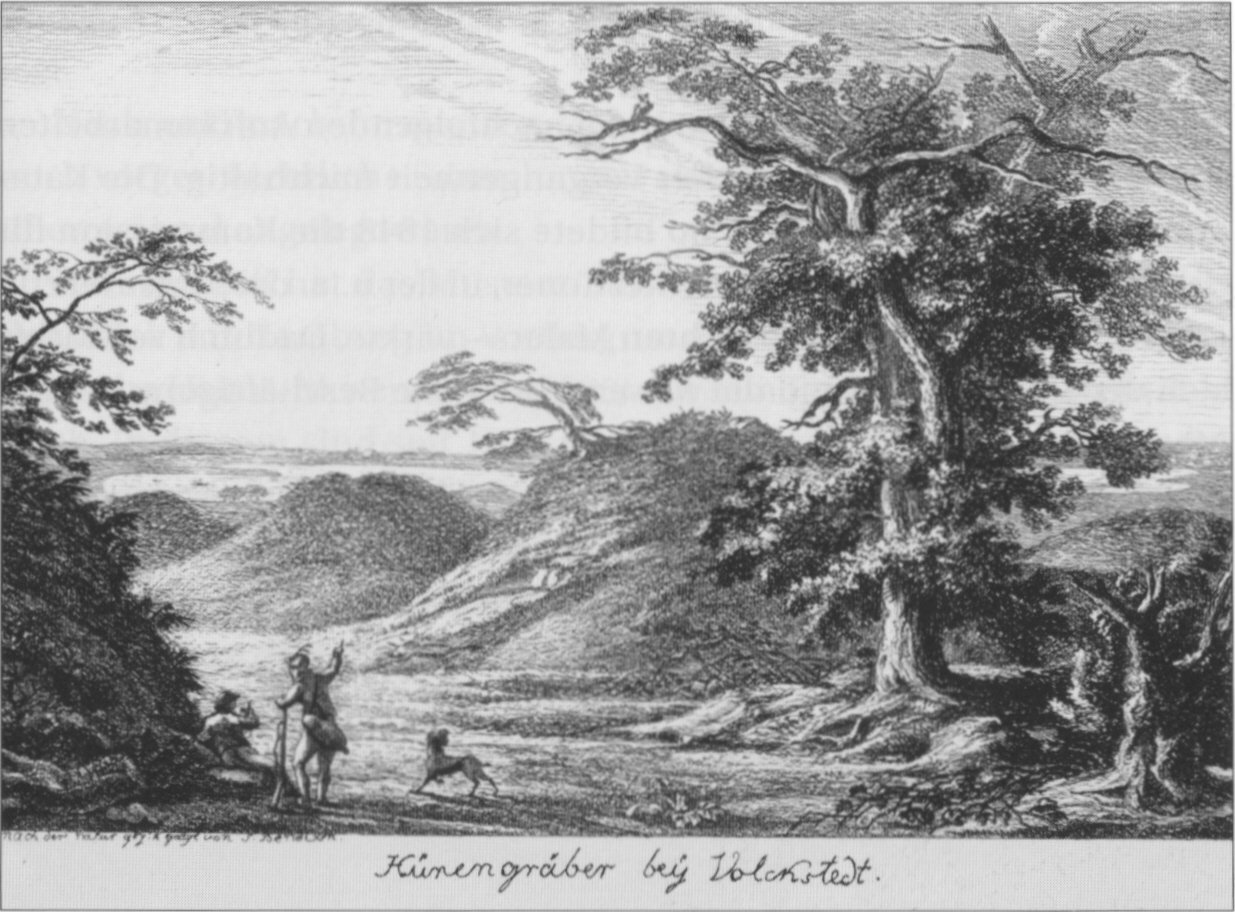
Hünengräber bey Volckstedt (Hamburg-Volksdorf)
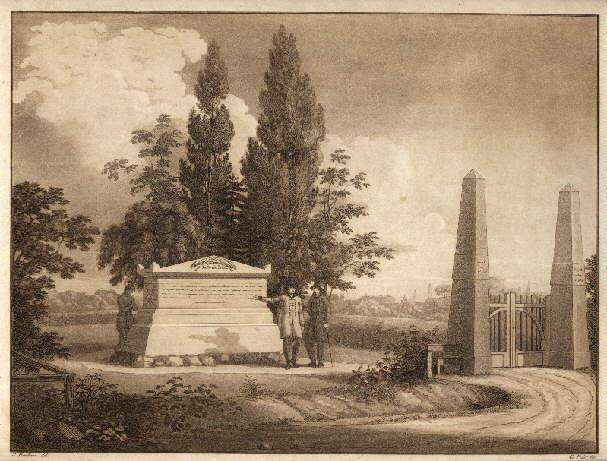
Épitaphe, 1813
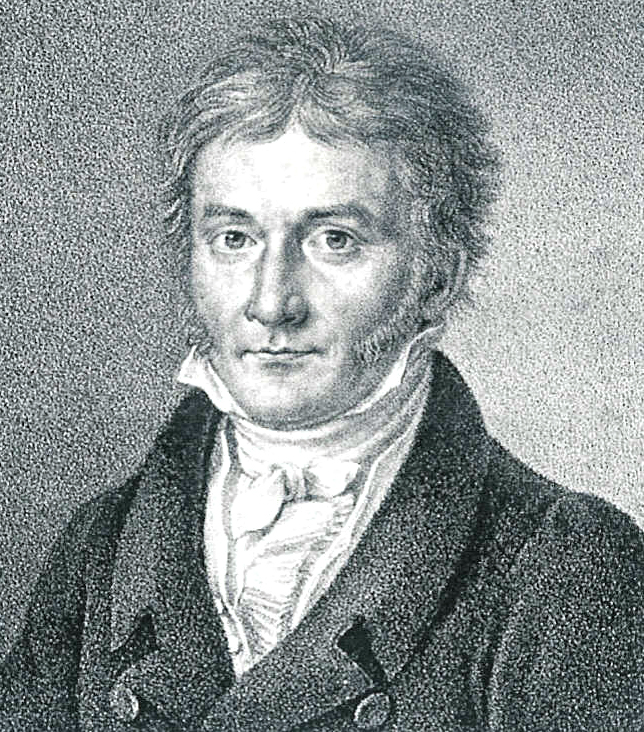
Carl Friedrich Gauß, 1828
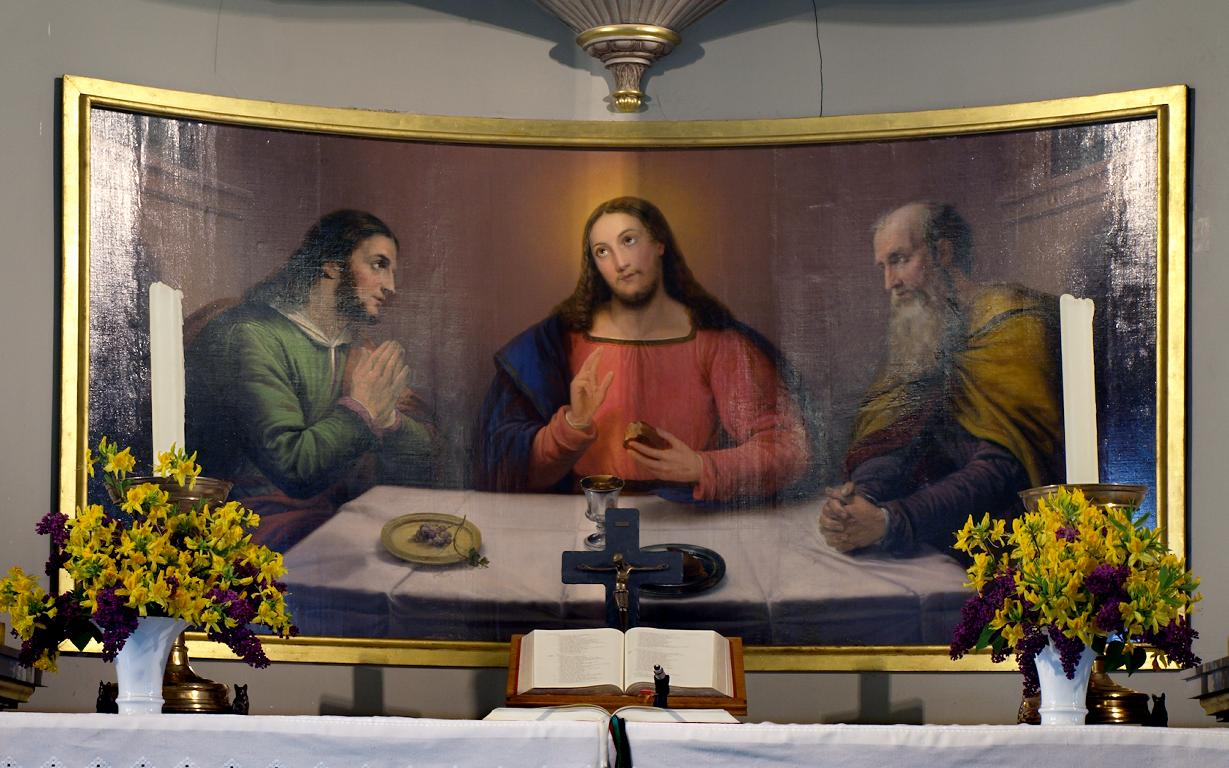
Emmausszene (1832)
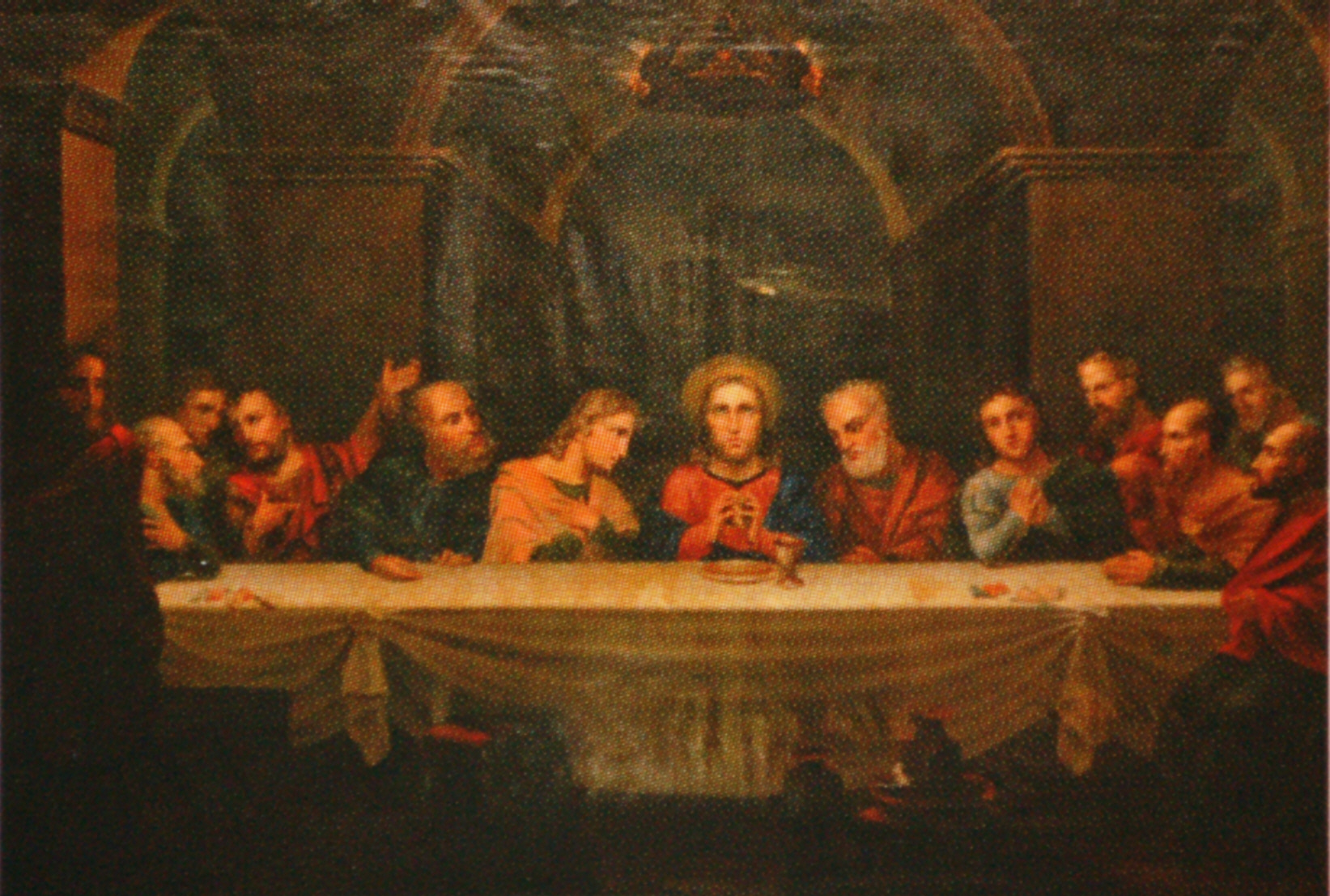
Das heilige Abendmahl, vers 1800